# Luigi Derchi
Luigi Derchi (fl. XX secolo) è stato un calciatore italiano, di ruolo attaccante.

## Carriera
Con la Sampierdarenese disputa complessivamente in massima serie 32 gare segnando 7 reti a partire dalla stagione 1922-1923 fino alla stagione 1926-1927.
Dopo la fusione con l'Andrea Doria, gioca altre 11 partite con la neonata Dominante nel campionato 1927-1928 e l'anno successivo passa all'Ancona.
Nel 1934 è stato la riserva di Profumo come portiere nella Sampierdarenese..